# Geretsberg
Geretsberg är en ort och kommun  i Österrike. Den ligger i distriktet Braunau am Inn i förbundslandet Oberösterreich, 260 kilometer väster om huvudstaden Wien. 
Kommunen består av 19 orter (Ortschaften) (inom parentes invånarantal 1 januari 2024):

- Brunn (35)
- Ehrschwendt (28)
- Emmersberg (41)
- Gasteig (166)
- Geretsberg (199)
- Goldbrunn (37)
- Henkham (27)
- Hinterhof (32)
- Kobl (8)
- Lehrsberg (26)
- Maxlmoos (14)
- Mühlberg (59)
- Pimbach (49)
- Preisenberg (14)
- Reith (105)
- Straß (7)
- Webersdorf (130)
- Weißplatz (63)
- Werberg (155)